# Luscinia
Die Gattung Luscinia ist eine Gattung innerhalb der Ordnung der Singvögel (Passeri). In Mitteleuropa heimische Arten dieser Gattung sind die Nachtigall (L. megarhynchos), deren Zwillingsart der Sprosser (L. luscinia) sowie das Blaukehlchen (L. svecica).

## Name
Der Name Luscinia taucht als lateinischer Name der Nachtigall neben dem griechischen Philomela bereits in der Literatur der römischen Antike auf. Angeblich kommt Luscinia etymologisch von clus-cinia, darin sind das Sanskrit-Wort cru für „hören“ und lat. clueo für berühmt enthalten, die Bedeutung würde demnach in etwa „berühmter Sänger“ lauten.

## Systematik
Innerhalb der Ordnung der Singvögel wurde die Gattung früher zusammen mit anderen verwandten Gattungen in die Familie der Drosseln (Turdidae) gestellt, nach neueren genetischen Untersuchungen wird sie jedoch der Familie der Fliegenschnäpper (Muscicapidae) zugeordnet. Bisweilen werden auch alle genannten Gruppen inklusive Drosseln als Muscicapidae zusammengefasst.
Innerhalb der Familie bildet sie mit den Gattungen Erithacus (z. B. Rotkehlchen), Phoenicurus (Rotschwänze), Saxicola (z. B. Braunkehlchen), Oenanthe (z. B. Steinschmätzer), Monticola (z. B. Steinrötel) und Ficedula (z. B. Trauerschnäpper) sowie einer weiteren Reihe von Gattungen, die in Europa nicht vertreten sind, die Unterfamilie der Schmätzer (Saxicolinae) – manchmal auch als Erithacinae oder „Erdsänger“ bezeichnet. Diese grenzen sich gegenüber den „eigentlichen Fliegenschnäppern“ (Muscicapinae) ab, denen z. B. der Grauschnäpper angehört.
Mit der Gattung Erithacus, der z. B. das Rotkehlchen angehört ist die Gattung Luscinia eng verwandt, teilweise werden einige der unten aufgeführten Arten auch von verschiedenen Autoren in die Gattung Erithacus gestellt. Früher wurden sogar oft alle Luscinia-Arten in diese Gattung eingeordnet.
Bei diesen Gattungen verwundert es nicht, dass sie zu den Drosseln gestellt wurden, da sie diesen doch in einigen Merkmalen besonders ähnlich sind. Diese sind z. B. der besondere, teils drosselähnliche Gesang, die Nahrungsaufnahme, die vorwiegend am Boden erfolgt, das gefleckte Jugendkleid und die (im Gegensatz zu den typischen Fliegenschnäppern) kaum ausgeprägten Schnabelborsten.
Teilweise wird die Gattung Luscinia noch in weitere Gattungen wie Cyanosylvia (Blaukehlchen), Calliope (Rubinkehlchen), Larvivora (Blaunachtigallen) und Pseudaedon (Schwirrnachtigall) unterteilt, anderswo wird diese Einteilung als Einteilung in Superspecies vorgenommen.
Bisweilen werden auch die Arten der Gattung Tarsiger, wie der Blauschwanz (Tarsiger cyanurus), in diese Gattung gestellt.

## Beschreibung und Lebensweise
Die Arten der Gattung Luscinia sind zwischen 13 und 16 cm groß, zeigen meist eine aufrechte Haltung und neigen dazu, ihren Schwanz senkrecht aufzustellen. Bei Nachtigall, Sposser und Schwirrnachtigall sind die Geschlechter kaum zu unterscheiden, die anderen Arten weisen einen recht deutlichen Sexualdimorphismus auf. Erstere Arten sind schlicht braun oder gesprenkelt, bei den anderen Arten ist meist nur das Weibchen derart unauffällig gefärbt, die Männchen haben kräftig gefärbte, auffällige Gefiederpartien in Rot-, Orange- und Blautönen oder auffälligem Weiß.
Alle Arten zeigen einen auffälligen Gesang.
Die Verbreitung der Arten beschränkt sich auf die alte Welt. Ihr Brutareal liegt vorwiegend in den gemäßigten Zonen Europas und Asiens, wo die meisten Arten vorkommen. Alle Arten sind Zugvögel, die in der tropischen Zone Afrikas, Indiens oder Südasien überwintern.
Der Lebensraum besteht zumeist aus bewaldetem oder buschigem Gelände, das Nest wird meist in Bodennähe oder in den niedrigen Bereichen der Strauchschicht errichtet. Die Nahrung besteht überwiegend aus Arthropoden und wird zum großen Teil am Boden gesucht und die Lebensweise ist recht versteckt. So werden zum Beispiel längere Flüge über offenes Gelände vermieden.

## Arten
Auch als Gattung Larvivora aufgeführt:
- Blaunachtigall (Luscinia cyane) – Ostsibirien bis Japan und Korea
- Orangenachtigall (Luscinia brunnea) – Süd- und Ostflanke der zentralasiatischen Gebirge
- Feuerkehlnachtigall (Luscinia pectardens)
- Schwarzkehlnachtigall (Luscinia obscura) – Zentralchina

Auch als Gattung Calliope aufgeführt:
- Rubinkehlchen (Luscinia calliope) – Nordeuropa und -asien
- Berg-, Schwarzbrust- oder Himalayarubinkehlchen (Luscinia pectoralis) – zentralasiatische Gebirge

Auch als Gattung Icoturus aufgeführt, die letzteren beiden Arten auch oft als Erithacus:
- Rotkopfnachtigall (Luscinia ruficeps) – Nördliches Mittelchina
- Japanisches Rotkehlchen oder Rostkehlnachtigall (Luscinia akahige)
- Ryu-Kyu-Erdsänger, Samtkehlchen oder Samtkehlnachtigall (Luscinia komadori)

Auch als Gattung Cyanosylvia aufgeführt:
- Blaukehlchen (Luscinia svecica)

Immer als Gattung Luscinia aufgeführt:
- Nachtigall (Luscinia megarhynchos)
- Sprosser (Luscinia luscinia)

Auch als Gattung Pseudaedon aufgeführt:
- Schwirr- oder Sibilantnachtigall (Luscinia sibilans) – südliches Mittelsibirien

Zum Teil werden auch die Arten der Gattung Tarsiger in die Gattung eingegliedert:
- Goldschwanz (Luscinia chrysaea)
- Blauschwanz (Luscinia cyanura)
- Rostbrust-Blauschwanz (Luscinia hyperythra)
- Weißbrauen-Blauschwanz (Luscinia indica)
- Formosablauschwanz (Luscinia johnstoniae)